# انجمن هومبولت
انجمن هومبولت موزه هنرهای غیراروپایی در جزیره موزه در مرکز تاریخی شهر برلین است. این موزه به نام دانشمندان پروسی ویلهلم و الکساندر فون هومبولت است که در ساختمان بازسازی‌شده کاخ برلین قرار دارد. انجمن هومبولت را به عنوان «برابر آلمانی» موزه بریتانیا می‌شناسند. این موزه در ۱۶ دسامبر ۲۰۲۰ به دلیل دنیاگیری کووید ۱۹ به صورت دیجیتالی افتتاح شد.